# Lakepa
Lakepa è un villaggio, che costituisce anche una municipalità ed un distretto elettorale, dell'isola di Niue, nell'Oceano Pacifico. Il villaggio si trova sulla costa nord-orientale, nella regione storica tribale di Motu. Ha una popolazione di 51 abitanti ed una superficie di 21,58 km².
Due importanti formazioni rocciose si trovano all'interno del villaggio: Anatoloa Cave e Ulupaka Cave. Si tratta di rocce calcaree.